# Ramstein-Miesenbach
Ramstein-Miesenbach település Németországban, Rajna-vidék-Pfalz tartományban. Lakosainak száma 8167 fő (2023. december 31.).

## Népesség
A település népességének változása:
| Lakosok száma | 7926 | 7677 | 7766 | 7876 | 8057 | 8250 | 8167 |
|               | 1975 | 2016 | 2017 | 2019 | 2021 | 2022 | 2023 |